# Panico del 1837

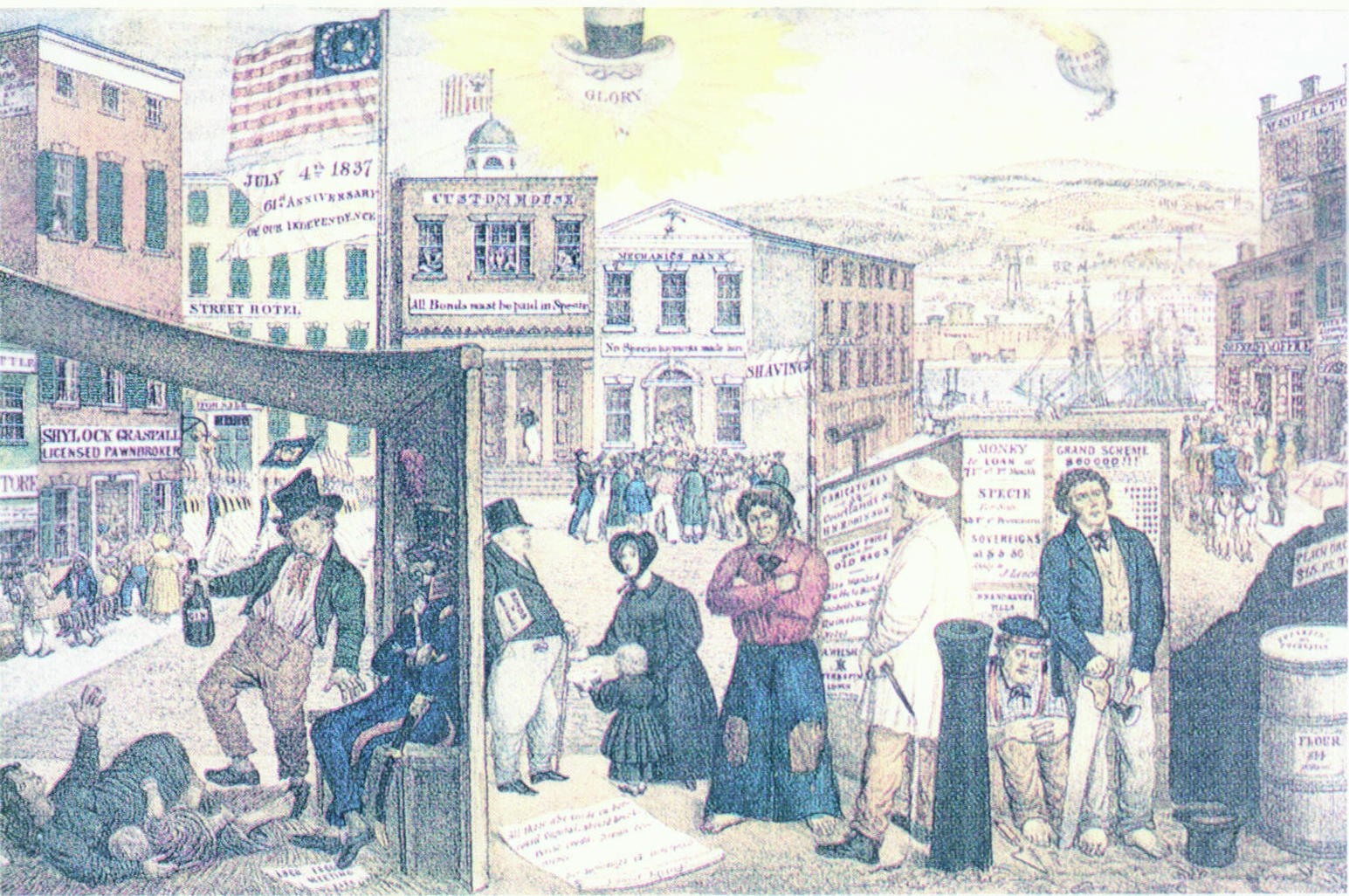
Manifesto elettorale dei conservatori del 1840 che incolpa Van Buren per i tempi duri

Il panico del 1837 fu una depressione economica, una delle più gravi crisi finanziarie nella storia degli Stati Uniti d'America. Il panico nacque da una febbre speculativa. La bolla scoppiò il 10 maggio 1837 a New York all'inizio della presidenza di Martin Van Buren, quando tutte le banche bloccarono i pagamenti in monete (d'oro e d'argento). Al panico seguirono cinque anni di depressione economica, con il fallimento delle banche e livelli record di disoccupazione.

## Il contesto storico

### La bolla inflazionistica degli anni 1830
I primi anni 1830 videro un'espansione economica negli Stati Uniti, guidata dalla costruzione di canali e da progetti di quella che avrebbe alla fine costituito la prima rete ferroviaria statunitense. Il governo federale incoraggiò la speculazione vendendo milioni di acri di terreni demaniali in stati dell'ovest come Michigan e Missouri, principalmente a speculatori con denaro contante a loro disposizione; questi rivendevano e compravano nella speranza di accaparrarsi appezzamenti di terra ben posizionati che sarebbero aumentati di valore, una volta che canali e le promesse ferrovie avessero portato all'ovest i coloni in cerca di terra.
Oltre alla terra, anche il prezzo del cotone e degli schiavi crebbe molto negli anni intorno al 1835.
Il tesoro degli Stati Uniti stava accumulando un surplus di bilancio, che i membri del Congresso votarono per distribuire nella primavera del 1837, passando i fondi ai loro distretti di origine, dove questo denaro inatteso fu rapidamente investito in canali e compagnie ferroviarie.

### La politica di Andrew Jackson della moneta sonante
Nel frattempo, la legge sui dazi del 1833, frutto di compromesso, ebbe come effetto di ridurre le entrate del governo federale, che quindi divenne più pesantemente dipendente dalle accise, mentre allo stesso tempo l'amministrazione di Andrew Jackson si adoperava per ripagare il debito nazionale, cosa ottenuta nel 1835.
L'amministrazione Jackson era ideologicamente legata alla moneta sonante, ovvero i pagamenti in monete d'oro e d'argento, e diffidava della cartamoneta e dei titoli di credito emessi dalle banche locali. Nel 1836, nell'intento di ridurre la speculazione sulle terre, Jackson e il suo Segretario del Tesoro, Levi Woodbury, emanarono la Circolare sulla moneta, ordinando che dal 15 agosto 1836 il Tesoro statunitense accettasse solo monete in oro o argento come pagamenti per le terre demaniali, rifiutando la cartamoneta e altri titoli di credito. Molte banche di stato e piccole banche locali non avevano monete per ripagare le banconote. Come risultato, le vendite di terreni crollarono a un quarto del livello dell'anno precedente, le compagnie iniziarono a pagare i loro lavoratori con certificati, iniziarono a circolare cambiali, e i pagamenti in moneta crollarono. La domanda di moneta ad ovest si trasferì rapidamente a New York. 

## Le cause scatenanti
Le cause includono le politiche economiche del presidente Andrew Jackson, tra cui la "Circolare sulla moneta", e il ritiro dei fondi governativi dalla Seconda banca degli Stati Uniti. 
Martin Van Buren, l'erede scelto da Jackson, divenne presidente nel marzo del 1837, nove settimane prima che il panico ingolfasse l'economia della giovane repubblica, e venne incolpato dell'accaduto. Il suo rifiuto di coinvolgere il governo nell'economia venne visto da alcuni come un contributo ai danni e alla durata del panico.
I democratici jacksoniani incolparono l'irresponsabilità delle banche, sia nel causare la speculazione rampante che nell'introdurre l'inflazione della cartamoneta. Questa venne causata dall'emissione da parte delle banche di banconote che non si potevano riscattare in monete d'oro o d'argento (note all'epoca come "hard money", traducibile con moneta sonante); queste banconote persero valore nel tempo, così che ne occorrevano di più per acquistare le stesse cose che erano state comprate a meno in precedenza. Erano in circolazione molti pezzi di carta, i cui proprietari erano ansiosi di riconvertire al più presto in denaro "reale" (ovvero, monete).

## Effetti e conseguenze

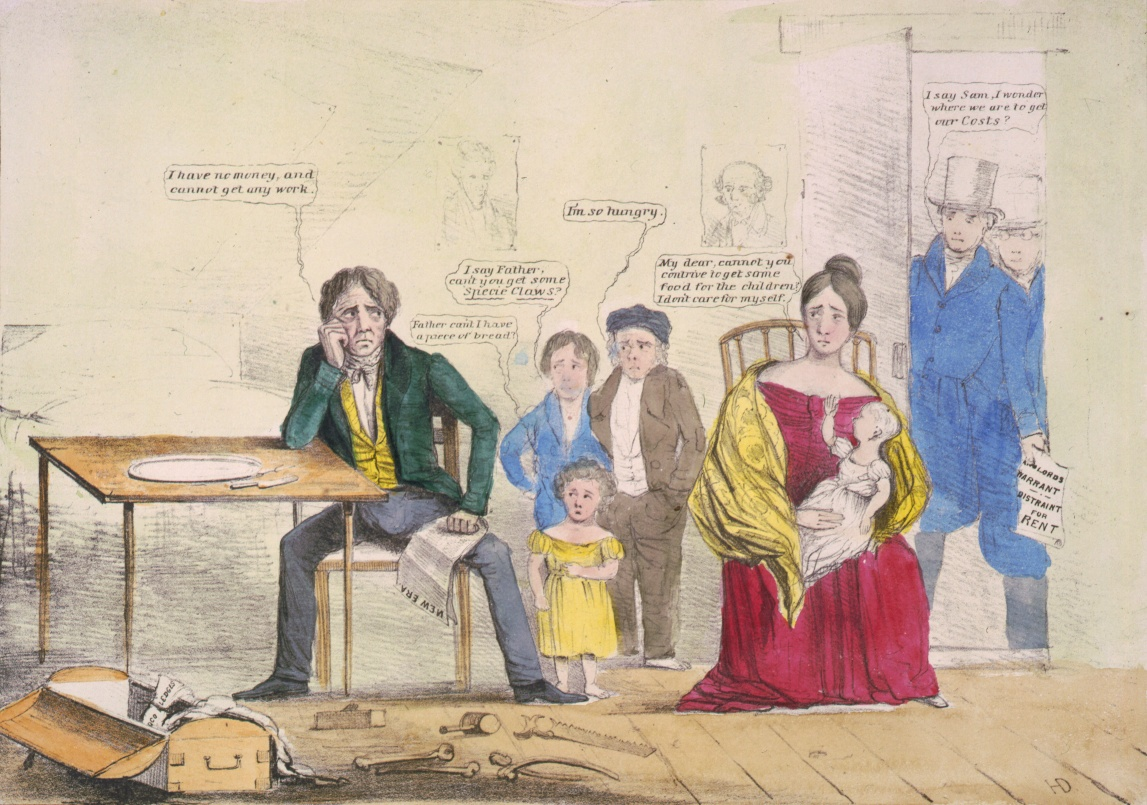
Vignetta dei conservatori sulla disoccupazione.

Durante le prime tre settimane di aprile 1837, a New York fallirono 250 case d'affari. Alla fine, il 10 maggio 1837, tutte le banche di New York sospesero tutti i cambi di banconote in monete. Il denaro di carta non poteva più essere riscattato in oro o argento. 
Nel giro di due mesi i fallimenti nella sola New York ammontavano a quasi cento milioni di dollari in valore. "Di 850 banche negli Stati Uniti, 343 chiusero completamente, 62 fallirono parzialmente, e il sistema delle banche di stato ricevette un colpo dal quale non si riprese mai completamente."
Un cuscinetto bancario centrale di qualche tipo avrebbe potuto evitare alcuni fallimenti locali. Poche grandi banche locali, come la Suffolk Bank of Boston, agirono come banche centrali, prestando riserve ad altre banche, e alleviarono gli effetti del panico del 1837 nel New England. 
Anche se Van Buren non causò il panico del 1837, fu giudicato duramente (e non riuscì ad essere rieletto) perché era ideologicamente convinto che il governo dovesse rimanere fuori dalla regolamentazione bancaria, una decisione che molti storici dell'economia pensano estese gli effetti del panico, prolungatosi fino al 1843. Van Buren mantenne addirittura il Segretario del Tesoro di Jackson, Levi Woodbury.
L'economista Milton Friedman spiega:
(Friedman, A Program for Monetary Stability)